# Terrence Howard
Terrence Dashon Howard (Chicago, Illinois; 11 de marzo de 1969) es un actor y cantautor estadounidense que ha trabajado en cine, televisión y teatro. En 2005, fue nominado a un premio Óscar por su actuación en Hustle & Flow.

## Biografía
Estudió ingeniería química en el Instituto Pratt, pero acabó abandonando la institución. A pesar de que su carrera comenzó en la década de 1990, consiguió sus primeros papeles relevantes a partir de 2004, cuando actuó en películas como Ray, Crash, Cuatro hermanos, Hustle & Flow, Get Rich or Die Tryin', Idlewild, The Hunting Party y The Brave One. En 2008, interpretó al superhéroe Máquina de Guerra en Iron Man. En 2015, obtuvo un rol protagónico en la serie de televisión Empire, donde interpreta a Lucious.
También ha incursionado en la música: su álbum debut, Shine Through It, fue publicado en septiembre de 2008 con Columbia Records como compañía discográfica. En cuanto a su vida privada, se casó dos veces con Lori McCommas, de 1989 a 2003 y de 2005 a 2007, y tuvo tres hijos con ella, Aubrey, Hunter y Heaven; de su segunda esposa, Michelle Ghent, se separó en 2011 y se divorció en mayo de 2013; ese mismo año, se casó con Mira Park, con la que tiene dos hijos, Qirin y Hero.

## Filmografía

### Cine
| Año  | Título original             | Papel                              |
| ---- | --------------------------- | ---------------------------------- |
| 1993 | Who's The Man?              | Cliente                            |
| 1995 | Mr. Holland's Opus          | Louis Russ                         |
| 1995 | Dead Presidents             | Cowboy                             |
| 1996 | Sunset Park                 | Spaceman                           |
| 1997 | Impacto mortal              | Ulysses                            |
| 1998 | Butter                      | Dexter Howard                      |
| 1998 | The Players Club            | K. C.                              |
| 1999 | The Best Man                | Quentin                            |
| 1999 | Best Laid Plans             | Jimmy                              |
| 2000 | Big Momma's House           | Lester                             |
| 2000 | Love Beat the Hell Outta Me | Chris                              |
| 2001 | Glitter                     | Timothy Walker                     |
| 2001 | Angel Eyes                  | Robby                              |
| 2001 | Hart's War                  | Tte. Lincoln A. Scott              |
| 2004 | Ray                         | Gossie McKee                       |
| 2005 | Get Rich or Die Tryin'      | Bama                               |
| 2005 | Four Brothers               | Tte. Green                         |
| 2005 | Hustle & Flow               | Djay                               |
| 2005 | Crash                       | Cameron                            |
| 2006 | Idlewild                    | Trumpy                             |
| 2007 | The Perfect Holiday         | Bah Humbug                         |
| 2007 | Awake                       | Dr. Jack Harper                    |
| 2007 | August Rush                 | Richard Jeffries                   |
| 2007 | The Brave One               | Mercer                             |
| 2007 | The Salon                   | Patrick                            |
| 2007 | Pride                       | Jim Ellis                          |
| 2008 | The Hunting Party           | Duck                               |
| 2008 | Iron Man                    | Tte. Coronel James "Rhodey" Rhodes |
| 2009 | The Princess and the Frog   | James (voz)                        |
| 2009 | Fighting                    | Harvey Boarden                     |
| 2011 | The Ledge                   | Hollis Lucetti                     |
| 2011 | On the Road                 | Walter                             |
| 2012 | Red Tails                   | Cnel. A. J. Bullard                |
| 2012 | The Company You Keep        | Agente Cornelius                   |
| 2013 | The Best Man Holiday        | Quentin Spivey                     |
| 2013 | Prisoners                   | Franklin Birch                     |
| 2013 | The Butler                  | Howard                             |
| 2013 | Dead Man Down               | Alphonse                           |
| 2013 | Movie 43                    | Entrenador Jackson                 |
| 2013 | House of Bodies             | Detective                          |
| 2014 | St. Vincent                 | Zucko                              |
| 2014 | Lullaby                     | Dr. Crier                          |
| 2014 | Sabotage                    | Sugar                              |
| 2016 | Term Life                   | Oficial Braydon                    |
| 2016 | Cardboard Boxer             | Pope                               |
| 2019 | Gully                       | Mr. Christmas                      |
| 2020 | Cut Throat City             | The Saint                          |

### Televisión
| Año       | Título original                   | Papel               | Notas        |
| --------- | --------------------------------- | ------------------- | ------------ |
| 1992      | The Jacksons: An American Dream   | Jackie Jackson      | Miniserie    |
| 1993      | Tall Hopes                        | Chester Harris      | Telefilme    |
| 1994      | Living Single                     | Cita de Max         | 1 episodio   |
| 1994      | Coach                             |                     | 1 episodio   |
| 1994      | Family Matters                    | John                | 1 episodio   |
| 1994      | Picket Fences                     | Malik               | 1 episodio   |
| 1995      | New York Undercover               | Buster              | 1 episodio   |
| 1995      | The O. J. Simpson Story           | Al Cowlings (joven) | Telefilme    |
| 1996-1998 | Sparks                            | Greg Sparks         | Protagonista |
| 2003      | Street Time                       | Lucius Mosley       | 2 episodios  |
| 2005      | Lackawanna Blues                  | Bill Crosby         | Telefilme    |
| 2005      | Their Eyes Were Watching God      | Amos Hicks          | Telefilme    |
| 2010-2011 | Law & Order: LA                   | Jonah Dekker        | Protagonista |
| 2011      | Law & Order: Special Victims Unit | Jonah Dekker        | 1 episodio   |
| 2015-2020 | Empire                            | Lucious Lyon        | Protagonista |
| 2015-2016 | Wayward Pines                     | Sheriff Pope        | Recurrente   |
| 2017      | Philip K. Dick's Electric Dreams  | George              | 1 episodio   |

## Premios y distinciones
Premios Óscar
| Año  | Categoría   | Película      | Resultado |
| ---- | ----------- | ------------- | --------- |
| 2006 | Mejor actor | Hustle & Flow | Nominado  |

Premios Globo de Oro
| Año  | Categoría           | Película      | Resultado |
| ---- | ------------------- | ------------- | --------- |
| 2005 | Mejor actor - Drama | Hustle & Flow | Nominado  |

Premios del Sindicato de Actores
| Año  | Categoría     | Película      | Resultado |
| ---- | ------------- | ------------- | --------- |
| 2005 | Mejor reparto | Ray           | Nominado  |
| 2006 | Mejor reparto | Crash         | Ganador   |
| 2006 | Mejor reparto | Hustle & Flow | Nominado  |
| 2014 | Mejor reparto | The Butler    | Nominado  |